# Eugenie Jansen
 (janvier 2019).
Si vous disposez d'ouvrages ou d'articles de référence ou si vous connaissez des sites web de qualité traitant du thème abordé ici, merci de compléter l'article en donnant les références utiles à sa vérifiabilité et en les liant à la section « Notes et références ».
Eugenie Jansen, née en 1965 à Maastricht,, est une réalisatrice néerlandaise.

## Filmographie
- 1994 : Link (nl)
- 1998 : Nonnevotte
- 2002 : Tussenland (nl)
- 2005 : Voorland
- 2008 : Calimucho (en)
- 2010 : Akkers van Margraten
- 2011 : Achterland, de weg terug naar Cuey Machar
- 2014 : Above Us All